# Eggendorf im Traunkreis
Eggendorf im Traunkreis è un comune austriaco di 899 abitanti nel distretto di Linz-Land, in Alta Austria.